# Koigi (gemeente)
Koigi (Estisch: Koigi vald) was een gemeente in de Estlandse provincie Järvamaa. De gemeente telde 938 inwoners op 1 januari 2017 en had een oppervlakte van 204,2 km². De hoofdplaats was Koigi.
In oktober 2017 ging de gemeente op in de fusiegemeente Järva.
Tot de landgemeente behoorden veertien dorpen, waarvan de hoofdplaats Koigi en Päinurme de grootste waren.

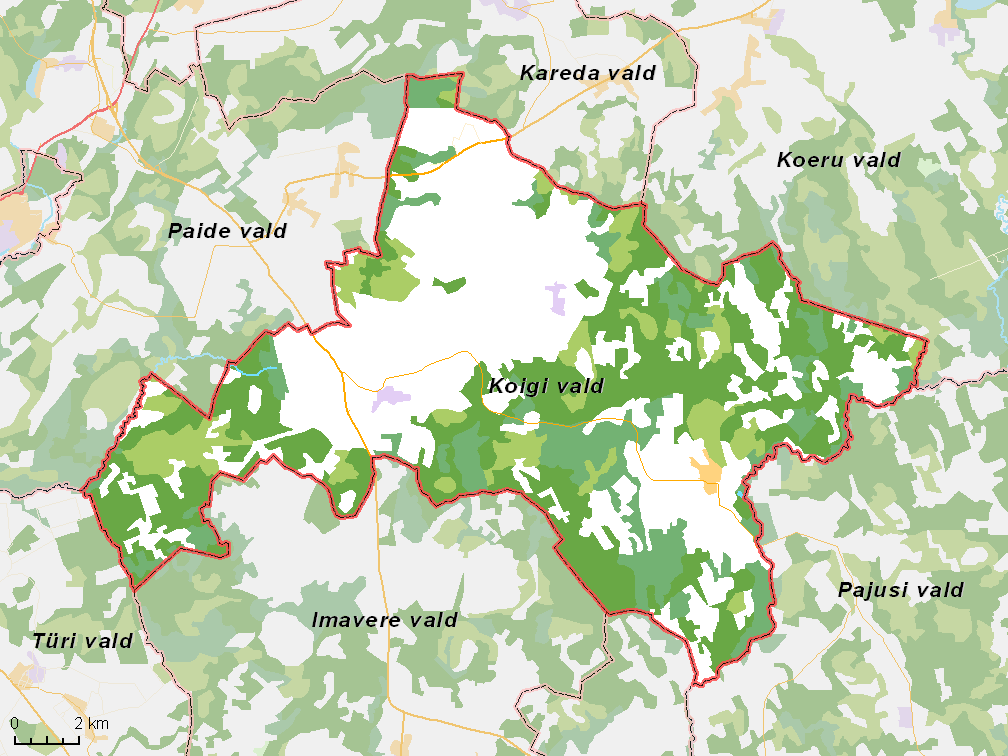
De gemeente met omliggende gemeenten, situatie begin 2017